# Quilt (альбом)
Quilt — дебютный студийный альбом американской психоделической инди-рок группы Quilt из Бостона, изданный 8 ноября 2011 года на лейбле Mexican Summer.
Альбом был спроектирован и спродюсирован Джесси Галлахером в Кембридже, штат Массачусетс, летом 2010 и летом 2011 года, а мастеринг был выполнен Джеффом Липтоном и ассистентом по мастерингу Марией Райс в Ньютоне, штат Массачусетс, зимой 2010 и летом 2011 года.

## История
По окончании учёбы Шейн Батлер и Анна Фокс Рочинки начали записываться с Джесси Галлахером в его местной студии в Кембридже (штат Массачусетс). Поначалу в этих сессиях участвовал МакВэй, но вскоре Эндрюс начал присоединяться к тому, что с самого начала было совместным процессом записи. Не имея никакого бюджета, группа записывалась, когда у неё была такая возможность, что вылилось в несколько разрозненных сессий в течение года. Галлахер, как инженер и продюсер, сыграл важную роль в процессе и «вытащил нас из мутных глубин царапающей и реверберирующей lo-fi записи к высотам более шикарных звуков и правильной обработки вокала», по словам Рочински. Первым результатом этих сессий стал сингл «Cowboys in the Void» b/w «Penobska Oakwalk», который вышел на Burger Records в марте 2011 года. Группа закончила микширование в начале сентября, и запись была взята нью-йоркским лейблом Mexican Summer. Они быстро начали готовить самоназванный альбом Quilt к релизу в ноябре. Заключение контракта на запись привело к переключению внимания публики к трио, и в октябре они были заявлены на конвенцию CMJ в качестве части шоукейса своего лейбла.

## Отзывы
| Оценки критиков | Оценки критиков |
| Источник        | Оценка          |
| --------------- | --------------- |
| AllMusic        | [ 10 ]          |
| The A.V. Club   | B               |
| Pitchfork       | 7.2/10          |
| PopMatters      | [ 13 ]          |

Альбом получил положительные отзывы музыкальной критики и интернет-изданий.
Джедд Бодуан из PopMatters дал альбому положительную рецензию, заявив: "Quilt выпускает десять треков запоминающегося психоделического поп-музыки, который, несомненно, вызовет сравнения с какой-нибудь культовой группой конца 60-х, а может быть, даже с лучшими моментами Jefferson Airplane. Стивен Хайден из The A.V. Club дал альбому положительную рецензию, заявив: «На своём полноформатном дебюте с собственным названием массачусетское трио ни разу не отступило от напевных мелодий и легко различимых песенных структур. При всех своих „фриковых“ атрибутах Quilt — это прежде всего поп-рок-группа, и, судя по Quilt, у неё есть все задатки для того, чтобы быть неплохой группой». Христа Черри из AllMusic высоко оценила слаженность альбома, заявив: «Quilt оправдывают своё название, сплетая гобелен, тёплый в своём мечтательном, раннеутреннем ощущении и утешительный в своей мантрообразной подаче. Как следует из названия — и благодаря свободному подходу группы к написанию песен, позволяющему музыке течь, как ей вздумается, а тексты вырезать позже — песни сливаются вместе и работают как части одного более полного произведения, так и как самостоятельные композиции».
Эмили Фридландер из Pitchfork высоко оценила музыкальный стиль группы, заявив: «…музыка Quilt кажется рукотворной и сшитой, как будто её создатели просеивали коллекцию музыкальных вещей и собирали кусочки, которые говорили с ними, в нечто новое. Это лоскутное качество распространяется не только на сопоставление, скажем, басовых ударов Нила Янга и полуразговорного поэтического повествования, которое можно услышать на одной из ранних записей The Incredible String Band, но и на их мелодическое восприятие в целом, которое предпочитает плотно сцепленные аранжировки простых мотивов».

## Список композиций
| №                   | Название                         | Длительность |
| ------------------- | -------------------------------- | ------------ |
| 1.                  | «Young Gold»                     | 3:14         |
| 2.                  | «Cowboys in the Void»            | 5:23         |
| 3.                  | «Children of Light»              | 3:20         |
| 4.                  | «Penobska Oakwalk»               | 2:53         |
| 5.                  | «Rabid Love»                     | 6:16         |
| 6.                  | «Milo»                           | 5:53         |
| 7.                  | «Utopian Canyon»                 | 3:53         |
| 8.                  | «Lost & Lewd»                    | 1:50         |
| 9.                  | «The Silver Stairs of Ketchikan» | 3:37         |
| 10.                 | «Gome Home»                      | 4:33         |
| Общая длительность: | Общая длительность:              | 40:52        |